# Dones a l'Afganistan
Les dones d'Afganistan han sofert restriccions dels seus drets al llarg de la història.
Van aconseguir la igualtat en la constitució de 1964, però, aquests drets els van ser arrabassats a la dècada de 1990 amb la guerra civil i l'arribada al poder dels grups fonamentalistes talibans entre 1996 i 2001. Després de l'enderrocament del règim talibà a finals del 2001, els drets de les dones van avançar gradualment. La constitució de 2004 va recuperar drets arrabassats en les darreres dècades plantejant un avenç almenys des de la perspectiva legal, ja que el pes de la tradició, especialment a les zones rurals va continuar resultant especialment desfavorable per a l'avenç i el reconeixement dels drets de les dones a la República Islàmica de l'Afganistan.
Des que les tropes nord-americanes es van retirar de l'Afganistan el 2021, els talibans van tornar a imposar gradualment restriccions a la llibertat de moviment, educació i ocupació de les dones.
A les dones se'ls prohibeix estudiar a les escoles secundàries i les universitats, la qual cosa fa que l'Afganistan sigui l'únic país que prohibeix que les dones estudiïn més enllà del sisè grau. Les dones no poden entrar als parcs, gimnasos o salons de bellesa. Se les prohibeix sortir a passejar o fer exercici, parlar o mostrar qualsevol part del seu rostre o del cos fora de casa, o fins i tot cantar o llegir des de dins de casa seva si podien ser escoltats per desconeguts a l'exterior. En casos extrems, les dones han estat sotmeses a violacions col·lectives i tortura a les presons talibanes.
Les dones s'enfronten a càstigs durs com la flagel·lació i la lapidació fins a la mort per adulteri. Hi ha un augment del nombre de suïcidis entre dones i els delictes sexuals dirigits a les dones estan al màxim després de la presa de control dels talibans el 2021. Moltes dones han abandonat el país a llocs com l'Iran per estudiar i treballar.
La discriminació contra les dones i la segregació sistemàtica a l'Afganistan sota els talibans han estat denominades com «apartheid de gènere» per organitzacions com l'ONU i Amnistia Internacional.
El 2023, les Nacions Unides van qualificar l'Afganistan com el país més repressiu per a les dones del món.
Una nova llei, promulgada el 21 d'agost de 2024, detalla molts actes prohibits o obligatoris. Els actes que els agents del Ministeri de Promoció de la Virtut i Prevenció del Vici haurien d'evitar inclouen l'adulteri, la fornicació, el lesbianisme, el sexe anal, els jocs d'atzar, lluites amb animals i ocells, fer fotos d'objectes animats, afaitar-se la barba, fer amistat amb no musulmans i tractar amb duresa els orfes.
Respecte les dones, la llei ordena que es cobreixin completament el cos i la cara i no parlin ni cantin en veu alta com perquè siguin escoltades per membres que no són de la família.

## Descripció general
La població de l'Afganistan és d'aproximadament 34 milions; 15 milions són homes i 14,2 milions són dones. Aproximadament el 22% del poble afganès viu en zones urbanes i el 78% restant viu a les zones rurals. Com a part de la tradició local, la majoria de les dones es casen poc després de completar l'escola secundària. Viuen com a mestresses de casa per a la resta de la seva vida.
Els governants de l'Afganistan han intentat constantment augmentar la llibertat de les dones. En la seva major part, aquests intents no van tenir èxit. No obstant això, hi va haver alguns líders que van poder fer canvis significatius. Entre ells hi havia el rei Amanullah, que va governar des de 1919 fins a 1929 i va fer alguns dels canvis més notables en un intent d'unificar i modernitzar el país.
Ell, juntament amb altres governants que el seguien, van promoure la llibertat de les dones en l'esfera pública per reduir el control que les famílies patriarcals tenien sobre les dones. El rei Amanullah va destacar la importància de l'educació femenina. A més d'animar a les famílies a enviar les seves filles a l'escola, va promoure la presentació de dones i els va convèncer que adoptessin un estil de vestir més occidental. El 1921 va crear una llei que va abolir el matrimoni forçós, el matrimoni infantil, el preu de la núvia, i va posar restriccions a la poligàmia, una pràctica habitual entre les famílies de la regió afganesa. Amb el temps aquestes restriccions es van fer gairebé impossibles d'imposar.
La reforma social moderna per a les dones afganeses va començar quan la reina Soraya, esposa del rei Amanullah, va fer ràpides reformes per millorar la vida de les dones i la seva posició en la família. Va ser l'única dona a aparèixer a la llista de governants a l'Afganistan i va ser acreditada d'haver estat una de les primeres i més poderoses activistes afganeses i musulmanes. La defensa de les reformes socials per a les dones que va fer la reina Soraya, juntament amb el seu marit, va portar a una protesta i van contribuir a la desaparició definitiva d'ella i del regnat del seu marit el 1929.
Els seus successors, Mohammed Nadir Shah i Mohammed Zahir Shah van actuar amb més cautela però, tot i així, van forjar un progrés moderat i constant dels drets de les dones. Al llarg del segle xx, els homes van continuar tenint un control absolut sobre les dones. Després de l'elecció de Mohammed Daoud Khan com a primer ministre l'any 1953, es van animar cada vegada més les reformes socials a donar a les dones una major presència pública. Un dels seus principals focus era alliberar-se de la tradició ultraconservadora i islamista de tractar les dones com a ciutadanes de segona classe. Durant el seu temps va fer avanços significatius cap a la modernització. Una petita quantitat de dones van poder ocupar llocs de treball com a científiques, professores, metgesses i funcionàries, i tenien una considerable llibertat amb importants oportunitats educatives.

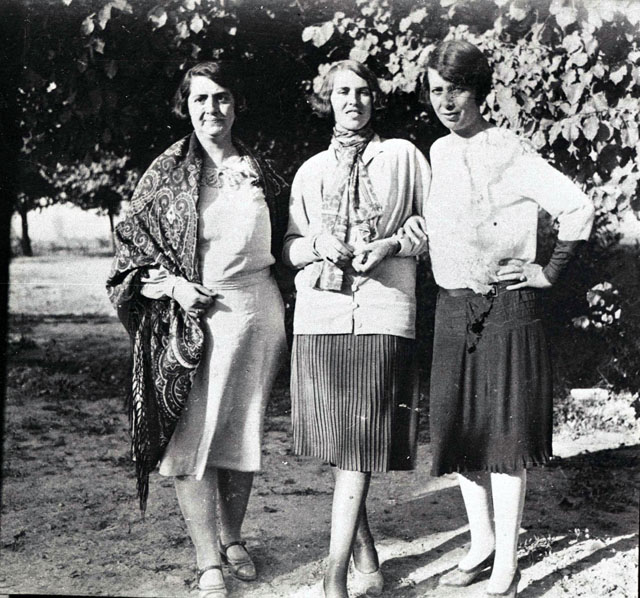
Dones afganeses de la dècada del 1920
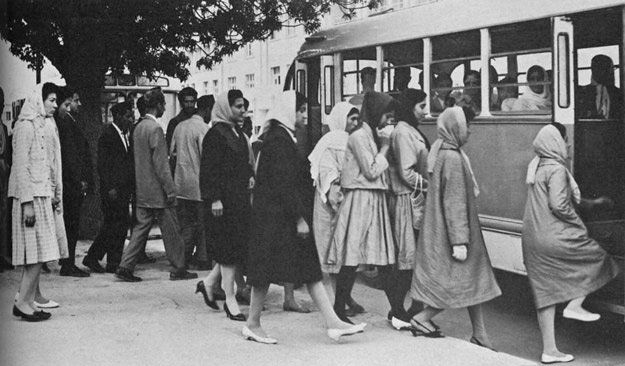
Dones afganeses a Kabul de la dècada del 1950
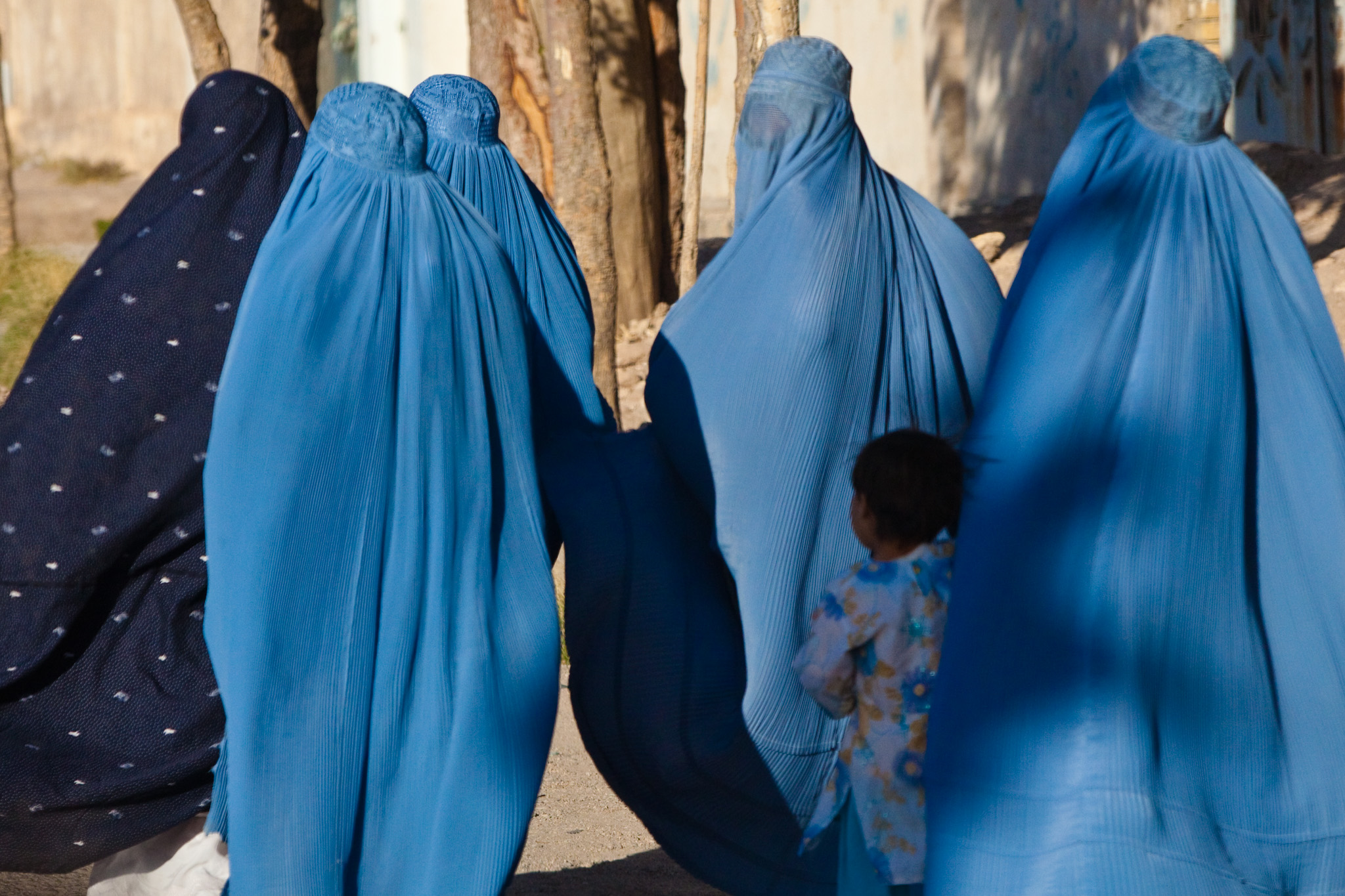
Dones afganeses amb burka a la dècada del 2000

La Constitució de l'Afganistan de 1964 va concedir a les dones iguals drets i sufragi universal, i podien treballar. No obstant això, la majoria de les dones vivien com a mestresses de casa i estaven excloses d'aquestes oportunitats, ja que aquestes lleis reformades de la legislació afganesa eren principalment efectives només a les ciutats. El camp era una societat tribal profundament patriarcal.
El 1977, l'Associació Revolucionària de Dones de l'Afganistan va ser fundada per Meena Keshwar Kamal. La seva oficina es va traslladar a Quetta (Pakistan), on va ser assassinada el 1987. L'Associació Revolucionària encara opera a la regió de l'Afganistan i Pakistan.

### Consell de dones afganeses
El Consell de dones afganeses (també conegut com el Consell de la Dona) va ser una organització que va existir durant la República Democràtica de l'Afganistan (1978-1887) i la República de l'Afganistan (entre 1987-1992). Fins al 1989, la líder de l'organització va ser Masuma Esmati-Wardak. L'organització va ser dirigida per Wardak i un equip humà de vuit dones. El 1978, sota Nur Muhammad Taraki, el govern va concedir la igualtat de drets a les dones. Això les va donar la possibilitat de triar els seus marits i les seves carreres. La membresía del Consell era d'unes 150.000 dones i tenia oficines a gairebé totes les províncies. La majoria de les dones de Kabul van oferir resistència als Mujahidins a causa de les seves lleis retrògrades relatives a les dones.
El Consell va proporcionar serveis socials a les dones a l'Afganistan, en la lluita contra l'analfabetisme i la formació professional per a les que treballaven com a secretaries, perruqueres i mecàniques. Moltes temien el sacrifici del Consell en les converses nacionals de reconciliació que van començar el 1987. Es diu que al 1991 havia unes 7.000 dones que realitzaven estudis superiors, i al voltant de 230.000 dones estudiaven a les escoles de l'Afganistan. Hi havia al voltant de 190 professors i 22.000 professores.

### Era Mujahidí i Talibà

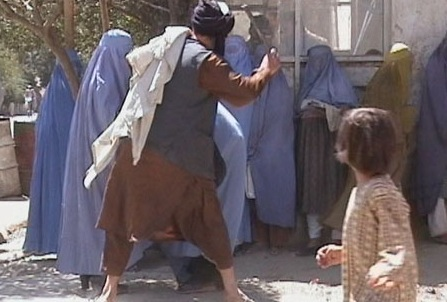
La policia religiosa talibana apallissant a una dona a Kabul, filmat per RAWA el 26 d'agost de 2001

El 1992, el govern sota Mohammad Najibullah es va integrar a l'Estat Islàmic de l'Afganistan. La guerra de l'Afganistan va continuar en una nova fase quan Gulbuddin Hekmatyar va començar una campanya de bombardeig contra l'Estat Islàmic a Kabul.
Les restriccions imposades quan es va establir l'Estat Islàmic van ser «la prohibició de l'alcohol i l'aplicació d'un vel a vegades simbòlic per a dones». No obstant això, les dones van romandre als seus llocs de treball i les disposicions liberals de la constitució de 1964 es van mantenir en gran manera. Les dones van començar a estar més restringides després que Hekmatyar es va integrar a l'Estat Islàmic com a Primer Ministre afganès el 1996. Va exigir que les dones que apareguessin a la televisió fossin acomiadades. Durant la violenta guerra civil de quatre anys, diverses dones van ser segrestades i algunes van ser violades. Durant aquest període, els talibans van prendre el control de Kabul.
La policia religiosa talibana va apallissar a una dona a Kabul, fet que va ser filmat per RAWA el 26 d'agost de 2001.
Igual que el seu líder Mullah Omar, la majoria dels soldats talibans eren pobres pobladors educats a les escoles Wahhabi, al veí Pakistan. Els paixtus del Pakistan també van començar a formar part del grup. Els talibans van prohibir a les dones que anessin a treballar i sortir de les seves llars, llevat que anessin acompanyades d'un familiar masculí. Quan sortien de la seva casa, s'obligava a les dones a portar un burca que cobreixi tot el cos. Sota aquestes restriccions, es va negar a les dones l'educació formal. Les dones solien estar forçades a quedar-se a casa i pintar les finestres perquè ningú les pogués veure.
Durant els cinc anys de regles talibans, les dones afganeses van ser objecte d'arrest domiciliari. Algunes dones que una vegada van ocupar càrrecs respectables es van veure obligades a passejar pels carrers en el seu burques, venent tot allò que posseïen o mendicant per sobreviure. Les Nacions Unides es van negar a reconèixer el govern dels talibans, amb els Estats Units d'Amèrica imposant sancions fortes sobre ells, semblants als que es van imposar a Corea del Nord. Això va provocar una gran dificultat per a tots els ciutadans afganesos.
Com que la majoria dels professors havien estat dones abans del règim talibà, les noves restriccions a l'ocupació femenina van generar una gran falta de professors, que van posar una gran pressió sobre l'educació dels nens i nenes. Tot i que les dones eren prohibides de la majoria de llocs de treball, incloses a l'ensenyament, es permetia que algunes dones del camp mèdic continuessin treballant. Això es deu al fet que els talibans exigien que les dones només poguessin ser ateses per metgesses. A més, per diverses raons, era difícil que les dones trobessin atenció mèdica. Fins i tot quan una dona podia arribar a un hospital, no tenia la garantia que fos visitada per un metge.
Diversos comandants talibans i al-Qaeda van executar una xarxa de tràfic d'éssers humans, segrestant dones i venent-les per a la prostitució forçosa i l'esclavitud a Pakistan. La revista Time diu: «Els talibans sovint argumenten que les brutals restriccions que van posar a les dones eren en realitat una manera de reverenciar i protegir el sexe oposat. El comportament dels talibans durant els sis anys que van ampliar les seves normes a Afganistan va fer una burla d'aquesta afirmació».

### Segle XXI
A finals del 2001, les Nacions Unides van formar un nou govern sota Hamid Karzai, que va incloure dones com l'Afganistan abans de la dècada del 1990.
El març de 2012, el president Karzai va aprovar un «codi de conducta» que va ser emès pel Consell d'Ulema. Algunes d'aquestes regles estableixen que «les dones no haurien de viatjar sense un tutor i no s'han de barrejar amb homes estranys en llocs com escoles, mercats i oficines». Karzai va dir que les normes estaven d'acord amb la llei islàmica i que el codi de conducta es va escriure en consulta amb el grup de dones afganeses. Les organitzacions de drets humans i les dones activistes van dir que, avalant aquest codi de conducta,«Karzai està posant en perill el dret de les dones des que els talibans van arribar al poder el 2001». La BBC va informar que algunes dones han reaccionat amb humor. Una dona afganesa que treballa a Londres va publicar a Facebook «Dona, no hauries de sortir a Facebook sense un company home».
La situació general de les dones afganeses ha millorat en l'última dècada, particularment en les principals zones urbanes, però les que viuen en zones rurals del país continuen tenint molts problemes. El 2013, una dona de l'Índia, Sushmita Banerjee, va morir assassinada a la província de Paktika per militants talibans per presumptivament desafiar als dictats talibans. Ella estava casada amb un empresari afganès i es va traslladar a Afganistan. El 1995, els talibans la van sentenciar a mort perquè es va negar a complir la seva regla sobre la conversió a l'islam. Més tard va poder fugir a l'Índia. El seu llibre basat en la seva fugida dels talibans (Kabuliwalar Bangali Bou / Una esposa bengalí de Kabuliwala, 1995) també va ser filmat en una pel·lícula de Bollywood.
Un informe del govern de 2011 va trobar que el 25% de les dones i les nenes diagnosticades amb fístules eren menors de 16 anys quan es van casar. El 2013, les Nacions Unides van publicar estadístiques que mostren un augment del 20% de la violència contra les dones, sovint perquè la violència domèstica està justificada per la religió i la cultura conservadores. Al febrer de 2014, l'Afganistan va aprovar una llei que inclou una disposició que limita la capacitat del govern per obligar alguns familiars a ser testimonis de la violència domèstica. Human Rights Watch va descriure la implementació de la Llei 2009 sobre l'eliminació de la violència contra la dona com «pobre», i va assenyalar que alguns casos s'ignora aquesta llei.
El març de 2015, Farkhunda Malikzada, una dona afganesa de 27 anys, va ser copejada i assassinada públicament per una multitud de centenars de persones a Kabul per una falsa acusació de profanació de l'Alcorà. Diversos oficials públics destacats es van dirigir immediatament a Facebook després de la mort per recolzar l'assassinat. Després que es va revelar que no va cremar l'Alcorà, la reacció pública a l'Afganistan es va convertir en xoc i ràbia. El seu assassinat i les posteriors protestes van servir per cridar l'atenció sobre els drets de les dones a l'Afganistan.
Les organitzacions de drets humans, inclòs Human Rights Watch i la Comissió dels Estats Units sobre Llibertat religiosa internacional, han expressat la seva preocupació pels drets de les dones al país. Segons els últims informes, l'Afganistan es considera un dels pitjors països per a les dones.

## Violència contra les dones
Segons Global Rights, gairebé el 90% de les dones a l'Afganistan experimenten abús físic, abús sexual, abús psicològic o matrimoni forçat. Els autors d'aquests delictes són familiars de la víctima.
El 2009, es va aprovar mitjançant un decret presidencial una proposta de llei contra la violència de dones. L'any 2018, Amnistia Internacional va informar que la violència contra la dona era perpetrada tant per actors estatals com no estatals.
El 2012, Afganistan va registrar 240 casos de crims d'honor, però es creu que el nombre total és molt més gran. Dels crims d'honor denunciats, el 21% van ser comesos pels marits de les víctimes, un 7% pels seus germans, un 4% dels seus pares i la resta per altres parents. El maig de 2017, la Missió d'Assistència de les Nacions Unides a Afganistan va concloure que els autors de la immensa majoria de casos de crims d'honor i assassinats de dones no van ser castigats.

## Política i mà d'obra
Diverses dones han servit com a membres del Parlament afganès, incloent Shukria Barakzai, Fauzia Gailani, Nilofar Ibrahimi, Fauzia Koofi, Malalai Joya i moltes altres. Diverses dones també van ocupar càrrecs de ministres, incloent Suhaila Seddiqi, Sima Samar, Husn Banu Ghazanfar i Suraya Dalil. Habiba Sarabi es va convertir en la primera dona governadora Afganistan i també va ser Ministra d'Afers de la Dona. Azra Jafari es va convertir en la primera alcaldessa de Nili, capital de la província de Daykundi.
Les forces de seguretat nacionals afganeses, que inclouen la policia nacional afganesa, tenen un nombre creixent de dones oficials. Una dels generals de l'exèrcit nacional afganès és Khatol Mohammadzai. El 2012, Niloofar Rahmani es va convertir en la primera dona pilot d'avions de caça de la Força Aèria Afganesa, seguint els passos de la coronel Latifa Nabizada, la primera pilot afganesa d'helicòpter militar. Altres dones afganeses destacades són: Roya Mahboob, Aziza Siddiqui, Mary Akrami, Suraya Pakzad, Wazhma Frogh, Asil Shukria, Shafiqa Quraishi, Maria Bashir, Maryam Durani, Malalai Bahaduri i Nasrin Oryakhil. L'any 2015, Negin Khpalwak, de 17 anys, es va convertir en la primera directora d'orquesta de l'Afganistan.
Al final del 2009, hi havia vora 500 dones policies de servei a l'Afganistan, en contrast amb 92 500 hòmens. Unes dotzenes servien a les províncies meridionals de Kandahar i Helmand, on la influència talibana era més forta.
Les dones policies tenien un rol essencial en les conseqüències de la invasió per part dels Estats Units i els seus aliats, i de l'enderrocament de l'Emirat Islàmic de l'Afganistan. En una cultura tan marcada per la segregació per sexes, a les forces de seguretat els calien dones que duguessin a terme certes tasques, com ara la d'escorcollar cases i dones. Eren imprescindibles en aquest camp, atès que els afganesos se senten profundament ofesos quan soldats o policies masculins irrompen a edificis on hi ha dones, i als controls de seguretat els hòmens no poden registrar dones per a cerciorar-se que no passen armes o altres objectes de contraban.
El desembre del 2009, la coronela Shafiqa Quraishi, cap de la Unitat de Problemes de Gènere de la policia afganesa, va descriure un assalt en què els insurgents havien reunit dones en una cambra on també hi havia armes amagades. Ella va escorcollar tant les dones com la cambra, i va trobar les armes. Quan es fa una incursió en una casa, si una dona és la primera agent de policia a entrar, els hòmens de dins no poden queixar-se de la violació del decòrum perquè hi hagi dones allà.
Malalai Kakar va ser assassinada el 28 de setembre de 2008 per un dispar. Hanifa Safi i Najia Sediqi, líders dels afers de les dones a la província de Laghman, van ser mortes totes dues el 2012. El dijous 4 de juliol de 2013, Islam Bibi, la policia prominent de la província de Helmand i mare de tres fills, va ser-ho també mentre anava a treballar. Pocs mesos després, el 15 de setembre, la seva successora de 38 anys, Negar, va morir l'endemà de ser disparada.

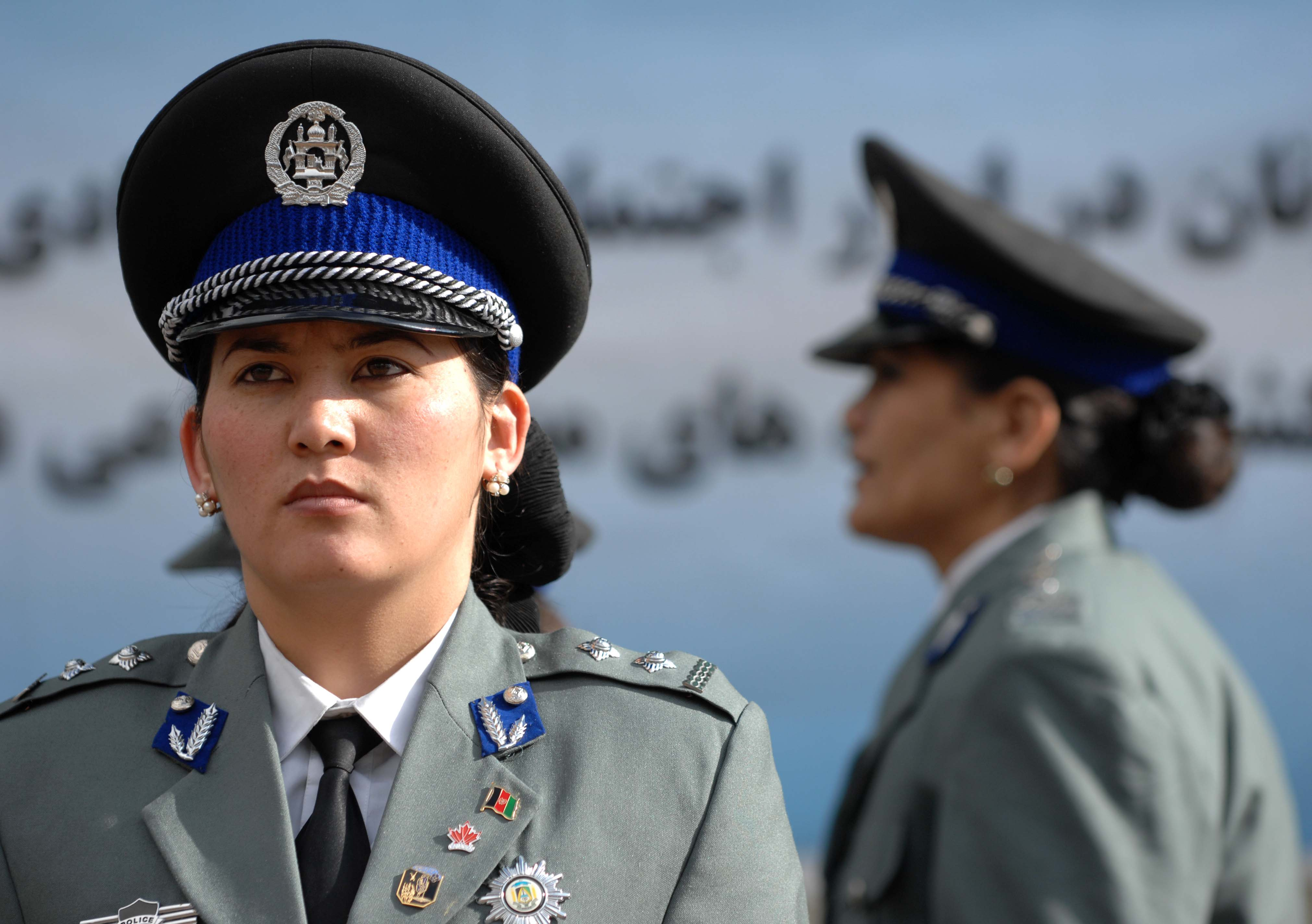
Oficial de la policia nacional afganesa
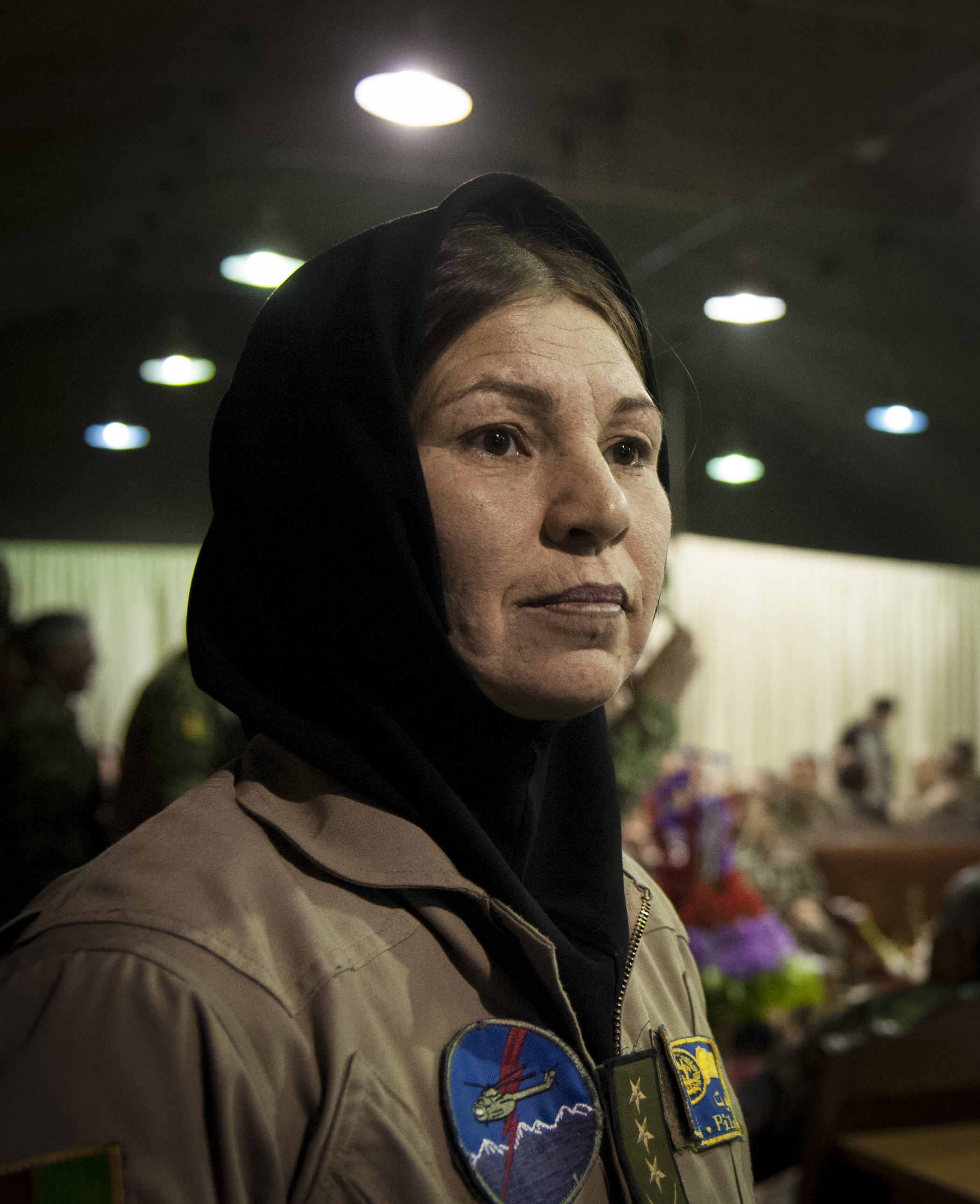
Coronela Latifa Nabizada de la Força Aèria Afganesa, 2013
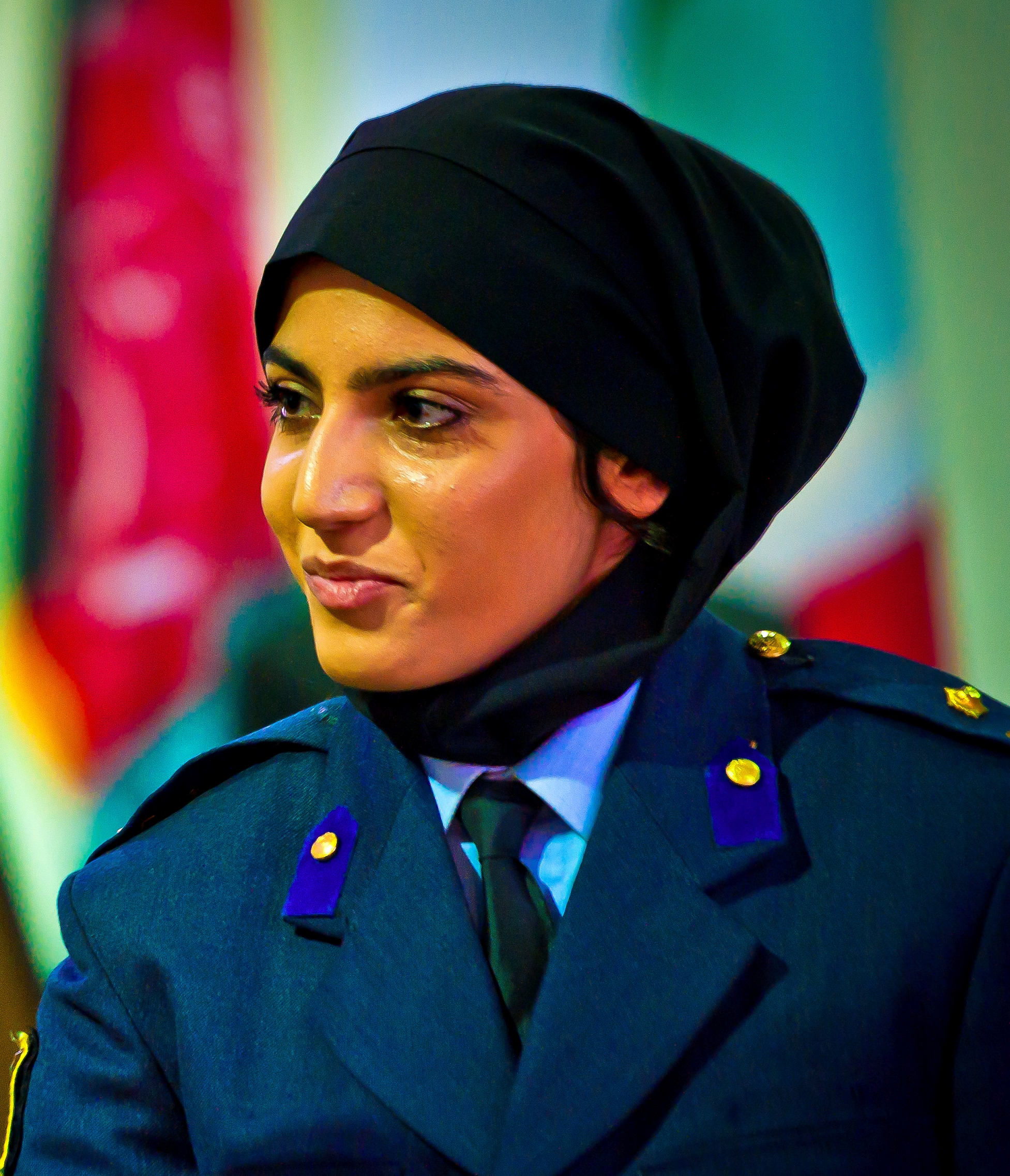
Subtinent Niloofar Rahmani de la Força Aèria Afganesa
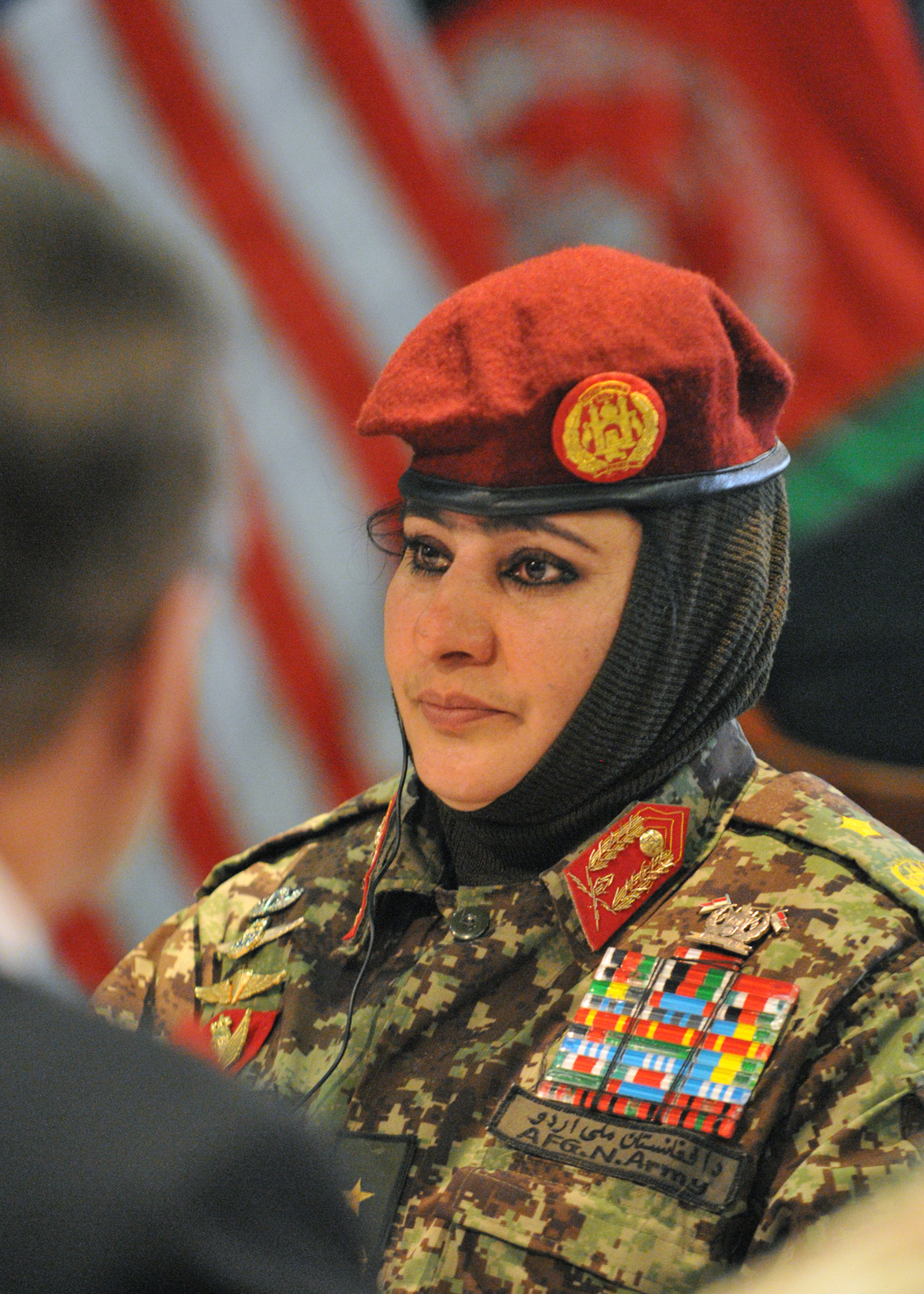
General de brigada Khatool Mohammadzai de l'exèrcit nacional afganès, 2012

El treball tradicional més popular entre les dones a l'Afganistan és la sastreria, i un gran percentatge de la població són sastres professionals que treballen des de casa. Des de la caiguda del règim talibà, les dones talibanes han tornat a treballar a l'Afganistan. Algunes dones s'han convertit en emprenedores iniciant negocis propis; per exemple, Meena Rahmani es va convertir en la primera dona a Afganistan en obrir un centre de bitlles a Kabul. Moltes altres estan treballant per empreses i petits comerços.
Atès que l'Afganistan té una economia que lluita amb la desocupació massiva i la pobresa, les dones sovint no poden trobar feina on reben una remuneració suficient. Una part de l'economia en què les dones tenen un paper important és l'agricultura. Del 80% dels afganesos ocupats en el camp agrícola o ocupacions similars, el 30% d'ells són dones. En algunes zones de l'Afganistan, les dones poden passar tant de temps treballant a la terra com ho fan els homes, però sovint guanyen tres vegades menys que els homes en salaris. Segons el Banc Mundial, el 2014, les dones representaven el 16,1% de la població activa a l'Afganistan.

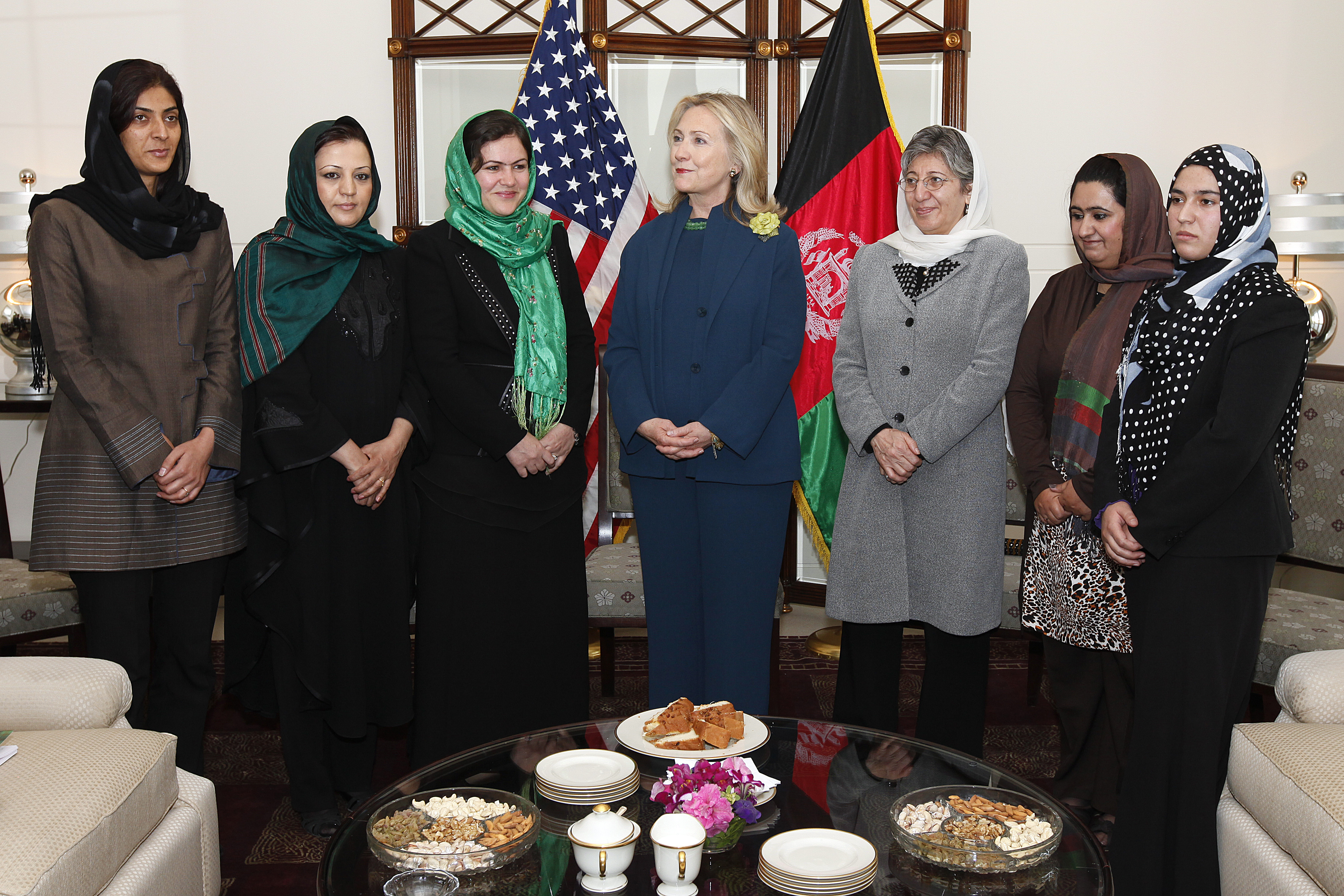
La secretària d'Estat dels Estats Units, Hillary Clinton, amb polítiques afganeses, que inclou a Fauzia Koofi (amb el mocador verd a la dreta) i Sima Samar (a l'esquerra)
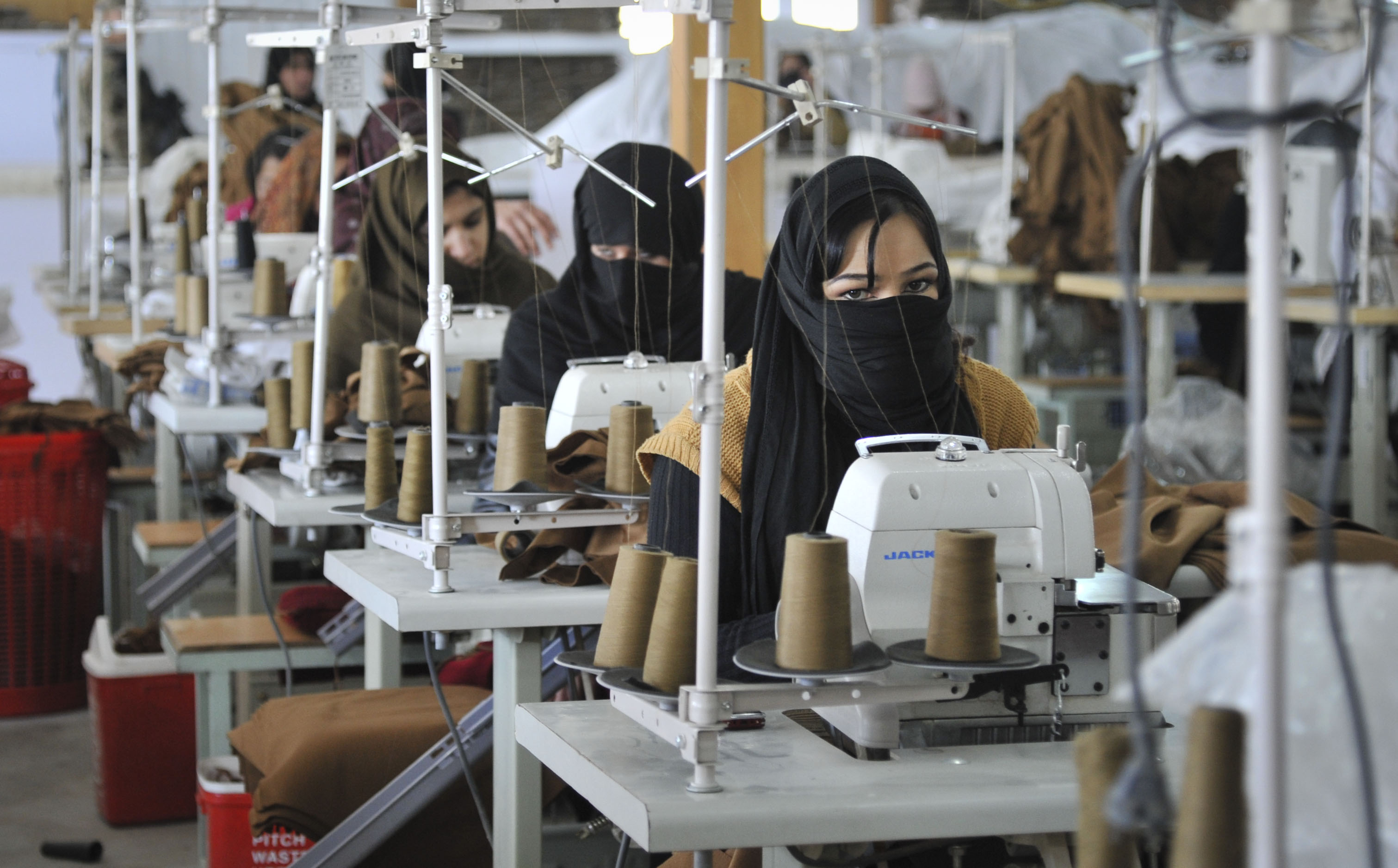
El brodat a màquina és molt popular a l'Afganistan, gairebé totes les llars posseeixen una màquina de cosir

Pel que fa a percentuals, les dones ocupen un rang elevat en els àmbits de la medicina i els mitjans de comunicació, i estan treballant lentament en el camp de la justícia. Com que les dones continuen sent molt reticents a ser visitades per un metge quan van a l'hospital, prop del 50% de metges afganesos són dones. També augmenta el nombre de dones que tenen professions als mitjans de comunicació. Actualment hi ha més de deu estacions de televisió que tenen totes les presentadores femenines i dones productores. A mesura que les dones reben més oportunitats en l'educació i en l'àmbit laboral, moltes d'elles estudien carreres de medicina, mitjans de comunicació i justícia.
Tanmateix, fins i tot les dones que tenen l'oportunitat de tenir carreres han de lluitar per equilibrar la seva vida familiar amb la seva vida laboral, ja que les tasques domèstiques es consideren principalment funcions femenines. Atès que l'economia és tan feble, poques dones poden permetre's contractar assistents domèstics, per la qual cosa es veuen obligades a fer-se càrrec de tots els treballs de la casa pel seu compte. Les que opten per treballar han de treballar dos cops, ja que essencialment ocupen dos llocs de treball.

## Educació
L'educació a Afganistan és molt pobra, però millora lentament. La taxa d'alfabetització de les dones és només del 24,2%. Hi ha al voltant de 9 milions d'estudiants al país; aproximadament un 60% són homes i un 40% dones. Més de 174.000 estudiants estan inscrits en diferents universitats del país; al voltant del 21% d'aquests són dones.
A principis del segle xx, l'educació per a dones era summament rara a causa de la manca d'escoles per a les nenes. De tant en tant, les noies van poder rebre una educació en el nivell primari, però mai van passar pel nivell secundari. Durant el regnat de Zahir Shah (1933-1973), l'educació per a dones es va convertir en una prioritat i les noies joves van començar a ser enviades a les escoles. En aquestes escoles, les noies van rebre classes de disciplina, noves tecnologies, idees i socialització a la societat.
La universitat de Kabul es va obrir a les noies el 1947, i el 1973 es va estimar que hi havia unes 150.000 noies a les escoles de l'Afganistan. Desafortunadament, el matrimoni a una edat jove es va afegir a l'alta taxa d'abandonament escolar, però cada vegada més noies van entrar a professions que abans eren considerades només per als homes. A les dones se'ls va donar noves oportunitats per guanyar una vida millor per a ells i per a les seves famílies. No obstant això, després de la guerra civil i la presa de possessió dels talibans, les dones van ser desposseïdes d'aquestes oportunitats i van ser obligades a quedar-se a casa i ser controlades pels seus marits i pares.

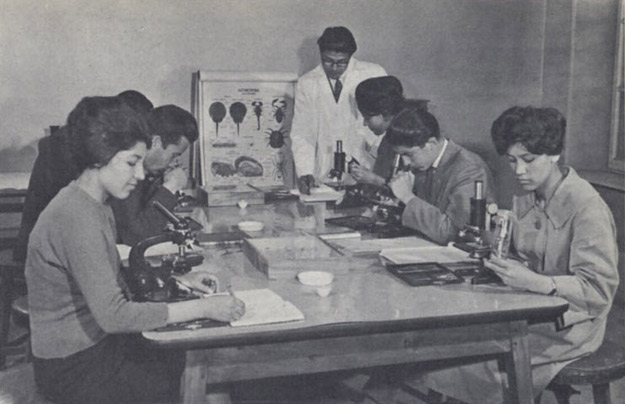
Una classe de biologia a la Universitat de Kabul a finals de la dècada del 1950 o principis de la dècada del 1960
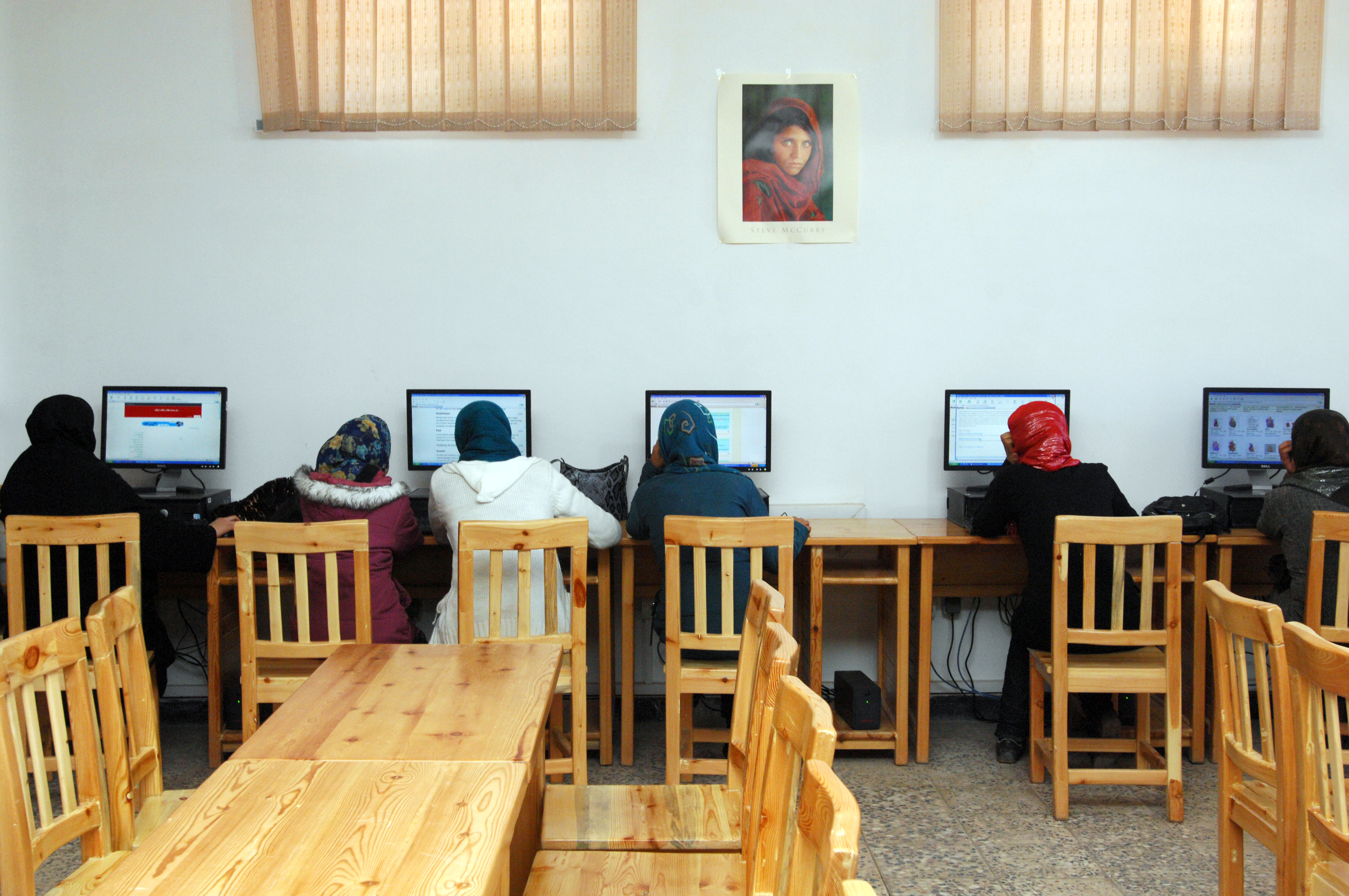
Dones estudiants que utilitzen internet a la Universitat d'Herat, a la ciutat afganesa d'Herat
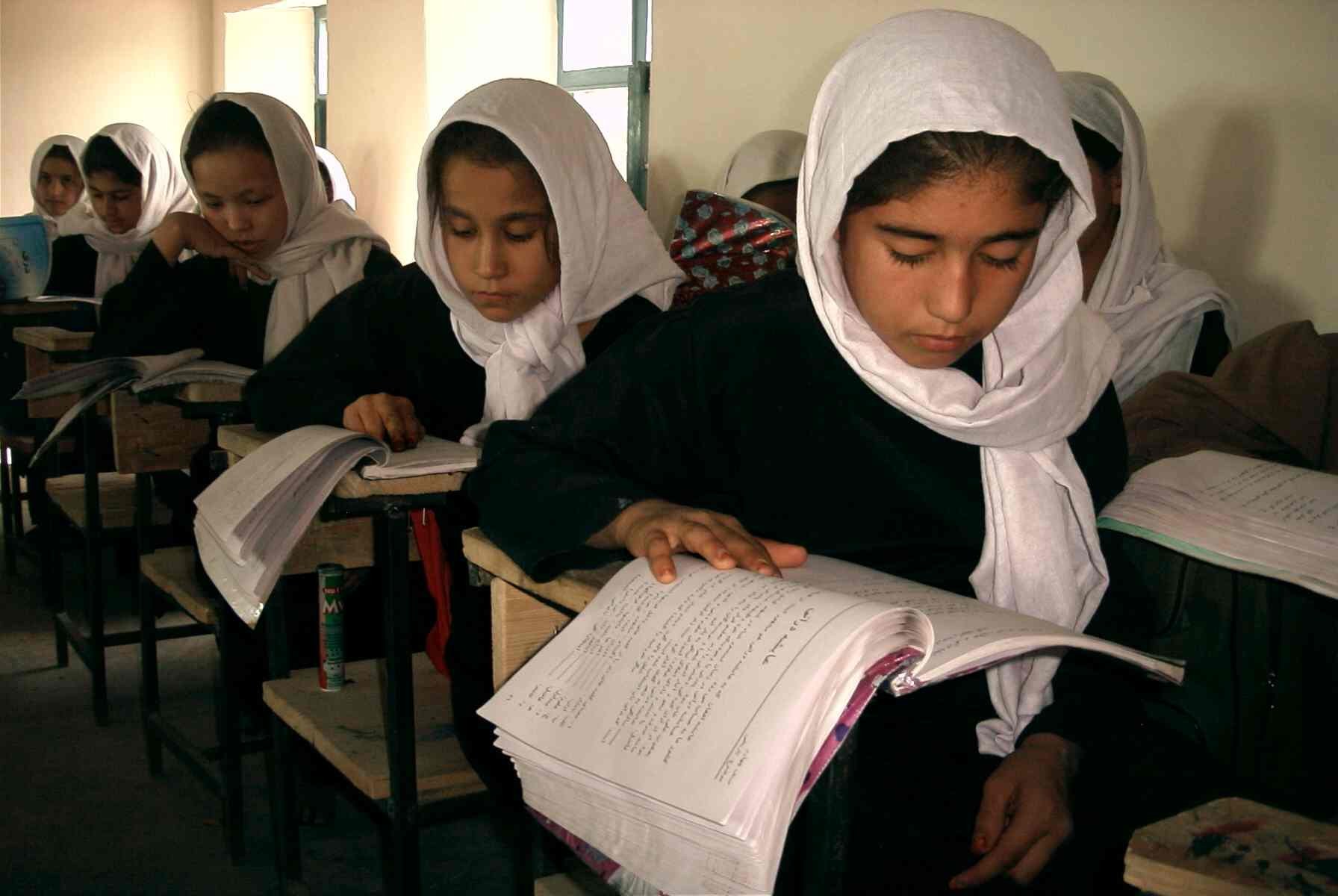
Noies estudiants a la província de Samangan (2006)

Durant el règim dels talibans, moltes dones que havien estat professores van començar a educar en secret a les joves (i alguns nois) a les seves rodalies, ensenyant de 10 a 60 nenes a la vegada. Les llars d'aquestes dones es van convertir en habitatges comunitaris per a estudiants, i van ser finançats i dirigits íntegrament per dones. L'existència d'aquestes escoles secretes s'estén a través del boca-orella de dona a dona.
Cada dia, les noies amagaven tot el material escolar, com ara llibres, quaderns i llapis, per sota dels seus burques per anar a l'escola. En aquestes escoles s'ensenyava a les dones joves habilitats literàries bàsiques, habilitats numèriques i altres temes com ara biologia, química, anglès, estudis corànics, cuina, costura i teixit de ganxo. Moltes dones involucrades en l'ensenyament van ser perseguides, capturades, empresonades i torturades pels talibans. Els talibans continuen oposant-se a l'educació dels nois i noies afganesos. Estan cremant escoles, matant estudiants i professors amb tot tipus de mitjans, inclosa la guerra química; per exemple, al juny de 2012, la Direcció Nacional de Seguretat va arrestar quinze sospitosos «en relació amb els atacs anti-escoles en el nord de l'Afganistan». La Direcció Nacional de Seguretat creu que l'Intel·ligència entre serveis del Pakistan estava darrere de la idea. Durant el mateix període, Pakistan s'ha negat a lliurar llibres de text escolar a l'Afganistan.
El 2015, la Universitat de Kabul va iniciar el primer màster en estudis de gènere i de la dona a l'Afganistan.
Les dones afganeses obtenen educació a Kazakhstan dins del programa educatiu estatal kazakh-afganès patrocinat per la República del Kazakhstan. Kazakhstan concedeix gran importància a l'apoderament de les dones i a l'enfortiment de l'estabilitat a l'Afganistan. Al setembre de 2018, Kazakhstan va arribar a un acord amb la Unió Europea, on la UE aportaria dos milions d'euros per formar i educar dones afganeses a Kazakhstan.

## Esport femení
En l'última dècada, les dones afganeses han participat en diversos tipus d'esports, com el futbol sala, futbol i bàsquet. El 2015, l'Afganistan va celebrar la seva primera marató; entre els que corrien tota la marató hi havia una dona, Zainab, de 25 anys, que es va convertir així en la primera dona afganesa en córrer en una marató dins del seu propi país.

## Matrimoni i criança dels fills
El matrimoni forçat és molt freqüent a l'Afganistan, on es produeix entre un 60 i un 80% dels matrimonis sense el consentiment de la núvia. En gairebé el 50% dels casos, la núvia és menor de 18 anys i el 15% dels matrimonis, la núvia és menor de 15 anys. De vegades, les dones recorren al suïcidi per escapar d'aquests matrimonis.
L'Afganistan és una societat patriarcal on es creu sovint que els homes tenen dret a prendre les decisions de les dones, incloent-hi les relacionades amb el compromís i el matrimoni. Un home pot divorciar-se sense necessitat de l'acord de la seva dona, mentre que el contrari no es pot fer.
El país té una elevada taxa de fecunditat total, en 5,33 nens nascuts/dona (2015). L'ús de contraceptius és baix, el 21,2% de les dones (2010/2011).
Els matrimonis concertats són molt comuns en aquesta part del món. Després d'un casament, les dues famílies signen un contracte de compromís que ambdues parts estan obligades socialment i culturalment a honrar. És habitual que les famílies de baixos ingressos paguin el preu de la núvia a la família de la núvia. El preu es negocia entre els caps de la família; la pròpia núvia no està inclosa en el procés de negociació. El preu de la núvia es considera com una compensació pels diners que la família de la núvia ha hagut de gastar en la seva criança i educació.

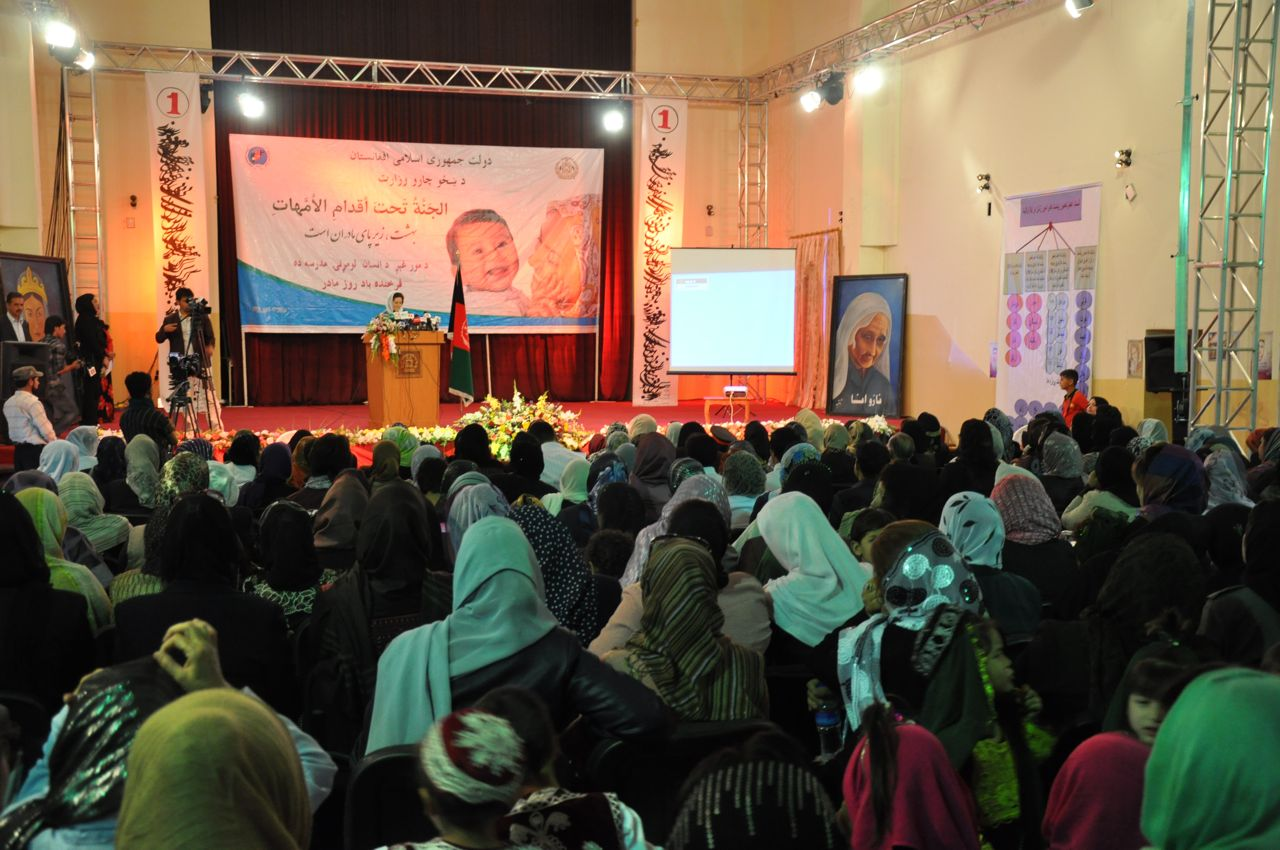
Dia de la mare a Afganistan
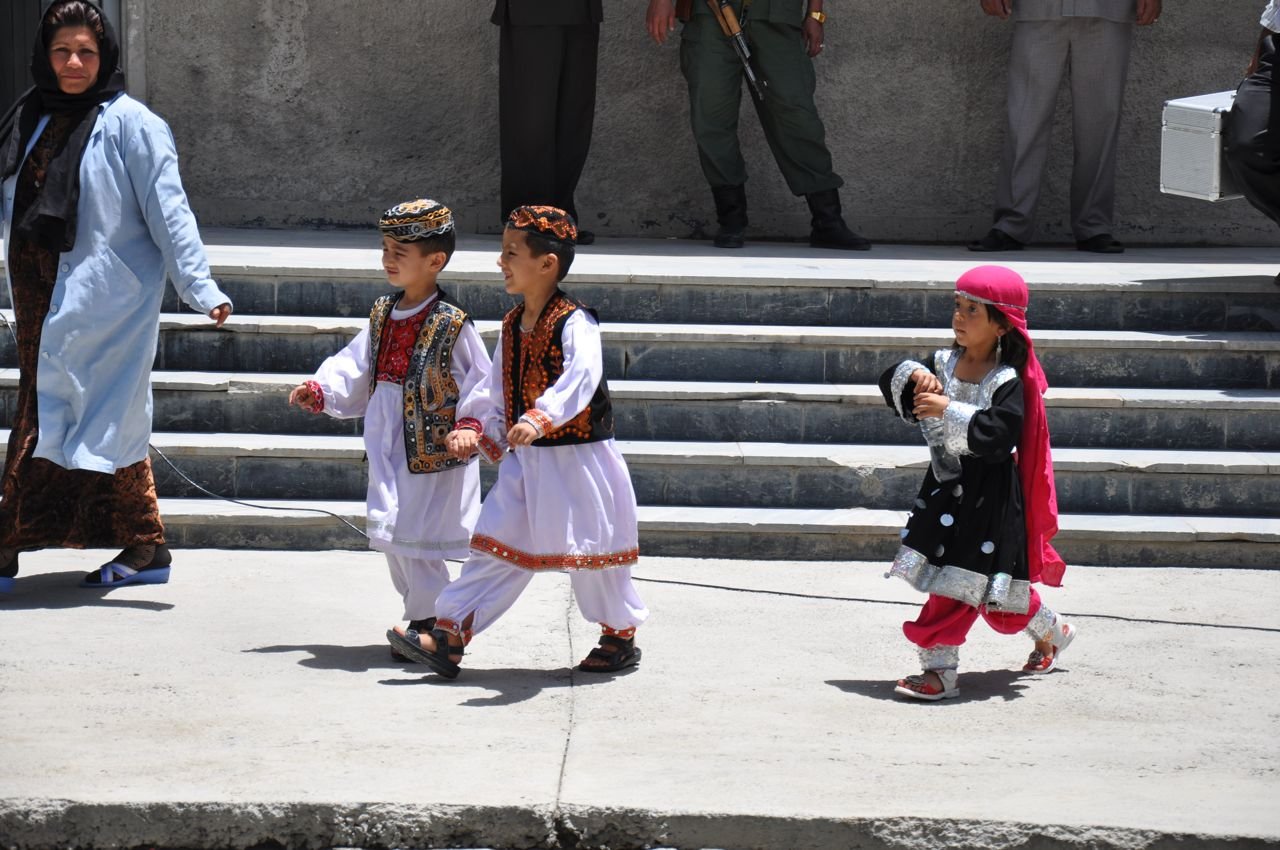
Mare amb els seus fills al Dia de la Mare a Kabul

En determinades àrees, les dones són de vegades intercanviades en un mètode de resolució de conflictes anomenat baad, que els defensors afirmen que ajuden a evitar l'enemistat i la violència entre les famílies, tot i que les mateixes dones són sovint subjectes a violència considerable abans i després de casar-se en una família a través del baad. La pràctica de baad es considera il·legal a l'Afganistan.
Segons la llei afganesa, «si una dona vol divorciar-se, llavors ha de tenir l'aprovació del seu marit i necessita testimonis que puguin declarar davant el tribunal que el divorci està justificat». La primera aparició d'una dona divorciada d'un home a Afganistan va ser el divorci iniciat per Rora Asim Khan, que es va divorciar del seu marit el 1927. Aquest divorci va ser descrit com únic en el moment en què es va produir, però aquest va ser una excepció, ja que Rora Asim Khan era una ciutadana estrangera, que va obtenir el seu divorci amb l'assistència de l'ambaixada alemanya.

## Afganeses destacades

### Activistes
- Jamila Afghani
- Fatema Akbari
- Sonita Alizadeh
- Shukria Asil
- Fereshteh Forough
- Wazhma Frogh
- Laila Haidari
- Malalai Joya
- Horia Mosadiq
- Suraya Pakzad
- Shafiqa Quraishi
- Nilofar Sakhi
- Humira Saqib
- Summia Tora
- Sakena Yacoobi

### Actrius
- Leena Alam
- Layla Alizada
- Sonia Nassery Cole
- Soosan Firooz
- Marina Golbahari
- Fereshta Kazemi
- Nikbakht Noruz
- Saba Sahar

### Artistes
- Samira Kitman
- Malina Suliman

### Cantants
- Sonita Alizadeh
- Ghezaal Enayat
- Soosan Firooz
- Qamar Gula
- Hangama
- Nila Ibrahimi
- Ustad Farida Mahwash
- Farzana Naz
- Seeta Qasemi
- Aryana Sayeed
- Elaha Soroor
- Paradise Sorouri
- Seema Tarana
- Soheila Zaland
- Bakht Zamina

### Diplomàtiques
- Manizha Bakhtari
- Suraya Dalil
- Chékéba Hachemi
- Anahita Ratebzad
- Roya Rahmani
- Anne Marie Sigmund
- Maliha Zulfacar

### Directores de pel·lícules
- Alka Sadat
- Roya Sadat
- Shahrbanoo Sadat
- Chabname Zariab

### Empresàries
- Fatema Akbari
- Roya Mahboob
- Manizha Wafeq

### Escriptores
- Sonita Alizadeh
- Shakaiba Sanga Amaj
- Maryam Durani
- Zohre Esmaeli
- Fereshteh Forough
- Chékéba Hachemi
- Malalai Joya
- Maryam Mahboob
- Saeeda Mahmood
- Horia Mosadiq
- Fariba Nawa
- Homeira Qaderi
- Layla Sarahat Rushani
- Sana Safi
- Humira Saqib
- Shaista Wahab
- Sakena Yacoobi
- Zakia Zaki
- Chabname Zariab
- Spôjmaï Zariâb
- Maliha Zulfacar

### Esportistes
- Mehboba Ahdyar
- Hailai Arghandiwal
- Lima Azimi
- Dorranai Hassan
- Mareena Karim
- Shamila Kohestani
- Tahmina Kohistani
- Zahra Mahmoodi
- Shabnam Mobarez
- Robina Muqimyar
- Nadia Nadim
- Khalida Popal
- Sadaf Rahimi
- Fariba Rezayee
- Hanifa Yousoufi
- Kamia Yousufiç
- Roia Zamani

### Feministes
- Roqia Abubakr
- Sitara Achakzai
- Jamila Afghani
- Aziza Ahmadyar
- Safia Ahmed-jan
- Khadija Ahrari
- Farida Azizi
- Shukria Barakzai
- Marzia Basel
- Humaira Begum
- Masuma Esmati-Wardak
- Mariam Ghani
- Husn Banu Ghazanfar
- Chékéba Hachemi
- Mohammad Shafiq Hamdam
- Massouda Jalal
- Malalai Joya
- Meena Keshwar Kamal
- Negin Khpalwak
- Fawzia Koofi
- Farkhunda Zahra Naderi
- Anahita Ratebzad
- Nilofar Sakhi
- Suhaila Seddiqi
- Soraya Tarzi
- Manizha Wafeq

### Militars
- Khatool Mohammadzai
- Latifa Nabizada
- Niloofar Rahmani
- Malalai Kakar

### Models
- Zohra Daoud
- Zohre Esmaeli
- Bahari Ibaadat
- Zallascht Sadat

### Polítiques
- Roqia Abubakr
- Sitara Achakzai
- Khadija Ahrari
- Shahla Ata
- Salamat Azimi
- Sediqa Balkhi
- Shukria Barakzai
- Zamina Begum
- Suraya Dalil
- Maryam Durani
- Masuma Esmati-Wardak
- Frozan Fana
- Fauzia Gailani
- Selay Ghaffar
- Rula Ghani
- Husn Banu Ghazanfar
- Shakiba Hashemi
- Anarkali Kaur Honaryar
- Malali Ishaqzai
- Uzra Jafari
- Gul Haar Jalal
- Massouda Jalal
- Hosna Jalil
- Seema Jowenda
- Malalai Joya
- Fariba Ahmadi Kakar
- Shinkai Karokhail
- Zeenat Karzai
- Fawzia Koofi
- Zahera Ahmadyar Mawlayee
- Farida Momand
- Robina Muqimyar
- Farkhunda Zahra Naderi
- Delbar Nazari
- Nargis Nehan
- Anahita Ratebzad
- Adela Raz
- Shah Gul Rezai
- Zefnoon Safai
- Nilofar Sakhi
- Sima Samar
- Habiba Sarābi
- Suhaila Seddiqi
- Sahira Sharif
- Sohaila Sharifi
- Malalai Shinwari
- Qadria Yazdanparast